# Julie Foudy
70,314(autogol)27 per koNo,piena di coca
Julie Maurine Foudy (San Diego, 23 gennaio 1971) è un'ex calciatrice statunitense.
Giocava nel ruolo di centrocampista. Ha giocato ben 271 partite nella nazionale statunitense di calcio femminile tra il 1987 ed il 2004. È stata co-capitana della nazionale dal 1991 al 2000 e capitana dal 2000 al suo ritiro nel 2004. In seguito è stata commentatrice televisiva per ABC, ESPN e ESPN2.

## Carriera
Foudy ha giocato in quattro mondiali, vincendone due (1991 e 1999), e in tre olimpiadi, arrivando con le compagne alla medaglia d'oro nel 1996 e nel 2004 e a quella di argento nel 2000. Ha vinto anche due Gold Cup della CONCACAF.
Ha giocato nelle San Diego Spirit della Women's United Soccer Association, una lega di calcio statunitense che ha chiuso i battenti nel 2003. Foudy è la rappresentante delle giocatrici nei tentativi di far ripartire le attività di questa lega.

## Attività extra-calcistiche
Foudy si è laureata alla Stanford University nel 1994 ed era stata accolta alla Stanford Medical School, ma nel 1996, dopo due anni di rinvii, ha deciso di non proseguire la carriera in campo medico.
Nel 1997 ha ricevuto un riconoscimento della FIFA (il FIFA Fair Play Award) per il suo impegno in un'indagine sul lavoro minorile.
Apprezzata anche per l'aspetto, nel 1999 Foudy è comparsa in bikini mentre insegue un pallone sulla spiaggia nell'annuale numero speciale di Sports Illustrated che propone foto di modelle e atlete in costume di bagno.
Ha una figlia, nata il 1º gennaio 2007. Il marito Ian Sawyers è stato allenatore di una squadra di calcio femminile, le San José Cyber Rays. Con le Spirit, Foudy ha giocato contro la squadra allenata dal marito.

## Nella cultura di massa
Nel 2023 Foudy è comparsa nella docuserie Netflix Under Pressure: la nazionale di calcio femminile USA, insieme alle calciatrici allora presenti in nazionale, ove, tramite una serie di interviste, racconti e filmati, viene narrato il percorso degli Stati Uniti ai Mondiali del 2023.

## Filmografia

### Televisione
- Under Pressure: la nazionale di calcio femminile USA – docuserie (2023)